# Lora Kitipova
Lora Kitipova (bulgariska: Лора Китипова), född 19 maj 1991 i Stara Zagora, Bulgarien, är en volleybollspelare (passare).
Kitipova debuterade i  Bulgariens landslag 2011 och har deltagit med dem i EM 2021 och VM22. På klubbnivå spelar hon sedan 2022 med Kuanysj VK i Kazakstans damvolleybolliga.